# Orrszarvú alka
Az orrszarvú alka (Cerorhinca monocerata) a madarak osztályának a lilealakúak (Charadriiformes) rendjébe és az alkafélék (Alcidae) családjába tartozó Cerorhinca nem egyetlen faja.

## Rendszerezése
A fajt Peter Simon Pallas német zoológus írta le 1811-ben, az Alca nembe Alca monocerata néven.

## Előfordulása
A Csendes-óceán északi részén, Kanada, az Amerikai Egyesült Államok nyugati részén, Mexikó, Dél-Korea, Észak-Korea, Kína, Japán és Oroszország partvidékén honos. Télen kisebb migrációk figyelhetők meg a partok mentén.
Természetes élőhelyei a mérsékelt övi gyepek és tengerpartok. Állandó, nem vonuló faj.

## Megjelenése
Testhossza 38 centiméter, szárnyfesztávolsága 58-64 centiméter, testtömege 59-95 gramm.  Nevét csőrén lévő szarvszerű kitüremkedéséről kapta, melyet szaporodási időszakban visel. Egy közepes méretű alkafaja, nagy, erős narancs színű csőrrel. Tollazata fekete, szaporodási időben a tojók és a hímek is rendelkeznek fehér tollakkal a szemük mögött. A hímek valamivel nagyobbak mint a tojók.
|  |

## Életmódja
Tápláléka halakból, tintahalakból, valamint krillekből áll, ahhoz, hogy elkapják a zsákmányukat, akár 57 méter mélyre is lemerül, akár 148 másodpercig is.

## Szaporodása
Fészkét a talajba vájja barlangokban vagy üregekben 1–5 méter mélyen. Fészekalja egy tojásból áll, melyen mindkét szülő költ 45 napon keresztül.

## Természetvédelmi helyzete
Az elterjedési területe rendkívül nagy, egyedszáma ugyan csökken, de még nem éri el a kritikus szintet. A Természetvédelmi Világszövetség Vörös listáján nem fenyegetett fajként szerepel.